# A Journey into Space
A Journey into Space es un álbum recopilatorio editado por ZYX Music en Alemania, Francia e Italia en 1994. Está compuesto por nueve piezas musicales del DJ italiano Gigi D'Agostino.

## Antecedentes
Gigi D'Agostino era un DJ profesional desde principios de los años 1990. Ya para la temporada de 1993-94 llegó a publicar varios sencillos y EP en formato vinilo en su propio país, Italia, algunos de los cuales se habían acreditado junto al músico Daniele Ferdinando Maffei, conocido artísticamente como Daniele Gas. Estos discos servirían como base para la confección del recopilatorio A Journey into Space en Alemania.

## Contenido

### Procedencia de las grabaciones
Las pistas para A Journey Into Space provinieron de cuatro sencillos o EP de vinilo publicados en Italia en 1994. «Noise Maker Theme» había aparecido en un sencillo en cuyo lado B estaba la remezcla de «Catodic Tube (Gas Gas Version)» hecha por Daniele Gas Maffei.
Las versiones de «The Mind's Journey» y «The Mind's Journey (Brain Mix)» habían aparecido en un EP acreditado a Gigi Di Agostino Noise Maker, en el cual había dos versiones más del mismo tema.
«Creative Nature Vol.1», remezcla de Gigi Di Agostino, y «Creative Nature Vol.1 (Adam & Eve)», remezcla de Daniele Gas, tenían su origen en el sencillo de mismo título.
«Panic Mouse» y «Panic Mouse (Stress Mix)» provinieron del doble EP Creative Nature Vol. 2, en el cual estaban publicados como «Panic Mouse (Gigi Noisemaker Beat)» y «Panic Mouse (Gas Side Dream)», respectivamente. De este EP también eran «Giallone Remix», remezcla de Gigi D'Agostino, y «Meravillia», remezcla de Daniele Gas.
Para la recopilación de todos estos temas en A Journey into Space se obvió la acreditación de remezcla a Daniele Gas en «Creative Nature Vol.1 (Adam & Eve)», «Panic Mouse (Stress Mix)» y «Meravillia», al tiempo que se le presentó en algunas de las pistas como cocompositor.

### Errores
Las pistas «Panic Mouse», «Meravillia» y «Panic Mouse (Stress Mix)» se presentaron en A Journey Into Space a una velocidad más lenta de la que les debía corresponder. Esto se debió a que los lados del doble EP de vinilo de donde provinieron estos temas se habían señalado erróneamente a 33 rpm en vez de la correcta de 45 rpm, y a esa velocidad de giro se transfirieron las pistas al CD.
Adicionalmente, al menos la pista «Noise Maker Theme» se presentó ligeramente acortada en su inicio.

## Canciones
Todas las pistas compuestas por Gigi D'Agostino.
| Lista de canciones |                                       |          |  |
| N.º                | Título                                | Duración |  |
| 1.                 | «Noise Maker Theme»                   | 8:47     |  |
| 2.                 | «The Mind's Journey»                  | 6:49     |  |
| 3.                 | «Panic Mouse»                         | 8:56     |  |
| 4.                 | «Giallone Remix»                      | 8:20     |  |
| 5.                 | «Meravillia»                          | 7:26     |  |
| 6.                 | «Creative Nature Vol. 1»              | 8:59     |  |
| 7.                 | «Panic Mouse» (Stress Mix)            | 8:38     |  |
| 8.                 | «Creative Nature Vol. 1» (Adam & Eve) | 8:07     |  |
| 9.                 | «The Mind's Journey» (Brain Mix)      | 5:08     |  |
| 71:09              |                                       |          |  |